# James A. Garfield
James Abram Garfield (Moreland Hills, 19 novembre 1831 – Long Branch, 19 settembre 1881) è stato un politico e generale statunitense.
È stato il 20º presidente degli Stati Uniti. Il suo mandato è stato uno dei più brevi nella storia degli Stati Uniti, poiché fu gravemente ferito il 2 luglio 1881 da un colpo di pistola sparato da un disoccupato e morì due mesi dopo.

## Biografia
Nacque nel 1831 nei pressi di Cleveland, nella Contea di Cuyahoga, nell'Ohio, in un'abitazione di pionieri, da Abram Garfield e Eliza Ballou. Studiò all'Hiram College e al William College, pagandosi gli studi con il lavoro di contadino e carpentiere. A venticinque anni iniziò a insegnare latino e greco nella sua vecchia scuola e in breve ne divenne il preside. Si sposò ed ebbe sette figli e probabilmente avrebbe continuato ad insegnare se non fosse scoppiata la Guerra di secessione, durante la quale fu assegnato al 42º reggimento di volontari dell'Ohio.

### La carriera politica
Nel 1859 fu eletto deputato repubblicano dell'Ohio alla Camera dei Rappresentanti. Dal 1863 fino al 1880 fu senatore al Senato degli Stati Uniti. Nel 1876 scoprì una nuova dimostrazione del Teorema di Pitagora, che usa un trapezio, mentre era membro della Camera dei Rappresentanti.
Per le elezioni presidenziali del 1880 il Partito Repubblicano, dopo 36 votazioni avvenute durante la convention, nominò Garfiel come candidato alla presidenza e Chester Arthur come suo vice. Dopo una serrata lotta elettorale, Garfield vinse le elezioni con 214 voti contro i 155 dell'avversario democratico Winfield Scott Hancock. Si insediò alla Casa Bianca il 4 marzo 1881, ma vi rimase solo fino al 2 luglio. Quel giorno, mentre si recava in visita ad Orange, un avvocato disoccupato, Charles J. Guiteau, gli sparò in una stazione ferroviaria di Washington, ferendolo gravemente. Guiteau era scontento dell'esito delle presidenziali e desiderava il vice presidente Arthur come capo dell'esecutivo. Morì due mesi dopo, il 19 settembre 1881, a Elberon, un quartiere di Long Branch, nel New Jersey. La lunga agonia e la morte furono causate anche da infezioni trasmesse dai medici, i quali, senza precauzioni di sterilizzazione, arrivarono a infilare le dita nelle ferite per cercare di estrarre i proiettili.
I funerali di Stato si svolsero a Washington alla presenza di oltre 70 000 persone. In seguito il feretro fu portato in treno a Cleveland, dove oltre 150 000 persone (più dell'intera popolazione della città all'epoca) resero omaggio alla salma del presidente. La bara era ornata anche di una corona di fiori inviata dalla regina Vittoria. Venne sepolto presso il Lake View Cemetery di Cleveland, in Ohio.

## Le ipotesi sull'omicidio
Le ragioni dell'attentato sono attribuite al fatto che Guiteau aveva chiesto al Segretario di Stato, James Blaine, di essere nominato console degli Stati Uniti a Parigi, ma ciò gli era stato negato. Guiteau inoltre si attendeva una ricompensa per un comizio a favore di Garfield che diceva di aver tenuto in campagna elettorale, a suo parere determinante per l'elezione. È accertato che aveva scritto il discorso, ma non ci sono prove che lo avesse pronunciato in pubblico. Inoltre, se ciò avvenne, è improbabile che fosse stato determinante per l'elezione. Vistasi respinta la richiesta, Guiteau insistette ancora, ma Blaine gli vietò di tornare alla Casa Bianca.
Considerandosi tradito, Guiteau acquistò una pistola Webley Bulldog calibro 44, si esercitò nell'usarla e pedinò il presidente per settimane, aspettando l'occasione. Subito dopo l'assassinio (sparò quattro colpi, due dei quali a segno), Guiteau disse più volte: «Sono uno stalwart degli stalwart! L'ho fatto io e voglio essere arrestato! Ora Arthur è presidente!» (gli stalwart erano una corrente del Partito Repubblicano, particolarmente favorevole alla nomina a cariche pubbliche di attivisti di partito). Ciò fece nascere il sospetto, rivelatosi infondato, che il vicepresidente Chester Arthur o suoi sostenitori fossero coinvolti nell'assassinio di Garfield..

## L'appartenenza alla massoneria
Gran maestro D'Oriente, Garfield è stato un elemento di spicco della massoneria.